# Nodeland
Nodeland is een plaats in de Noorse gemeente Kristiansand, provincie Agder. Tot 1 januari 2020 was Nodeland de hoofdplaats van de op die dag opgeheven gemeente Songdalen in de op die dag eveneens opgeheven provincie Vest-Agder. Eerder was het dorp de hoofdplaats van de gemeente Greipstad die in 1964 opging in Songdalen.  Nodeland telde 1861 inwoners (2007) en heeft een oppervlakte van 1,74 km². 
Fagerholt/Justvik · Flekkerøy · Grim · Hånes · Høllen · Kvadraturen · Lund · Mosby · Nodeland · Oddernes · Randesund · Søm · Tangvall · Tinnheia/Hellemyr · Torridal · Tveit · Vågsbygd